# Chevrolet Vega
A Chevrolet Vega egy kiskategóriás autó, melyet az amerikai General Motors autógyár Chevrolet osztálya gyártott 1970 és 1977 között. A szedán, kupé, kombi és kisáruszállító karosszériával is elérhető autót könnyűsúlyú, alumíniumötvözetből készült motorblokkú, soros négyhengeres benzinmotorokkal szerelték. A különleges változatok közül az egyik legjelentősebb a rövid életű Cosworth Vega volt, melyet 1975 márciusában kezdtek el gyártani.
A Vega a bemutatása idején sok dicséretet és elismerést kapott, 1971-ben például a Motor Trend magazinnál az év legjobb autójának választották. Az évek során azonban egyre inkább hírhedtté vált tervezési hibáiról, megbízhatatlanságáról, biztonsági hiányosságairól, a rozsdásodásra való hajlamáról és motorjának rövid élettartamáról. A visszahívások sora és a tervezési frissítések ellenére az előbbi problémák nemcsak a Vega, de a General Motors hírnevét is megtépázták. A gyártás 1977-ben fejeződött be.
A kocsi a Vega nevet a Lant csillagkép legfényesebb csillagáról kapta.

## Előzmények
A General Motors Chevrolet és Pontiac osztálya egymástól függetlenül dolgoztak kiskategóriás autók tervein az 1960-as évek elejétől a közepéig. Közben Ed Cole, a GM üzemeltető személyzetét tömörítő osztály vezérigazgatója egy saját kisautón dolgozott néhány tervezővel, majd a terveket 1967-ben bemutatta a vállalat elnökének. A GM végül Cole tervei mellett döntött, a Chevrolet és a Pontiac beadványaival szemben, majd a terveket a Chevrolet-nek adta, hogy gyártsanak belőle olyan autót, mellyel a vállalat sikeresen beléphet a kisautók piacára.
1968-ban a General Motors elnöke, James Roche bejelentette, hogy a vállalat két éven belül elkezdi az új modell sorozatgyártását és értékesítését az amerikai piacon. Ed Cole lett a vezető mérnök, a tervezőcsapat alelnöke, Bill Mitchell pedig a vezető dizájner. Cole célja az volt, hogy 24 hónapon belül egy világverő kisautó kerüljön a bemutatótermekbe.   A tervezőcsapatot ifjabb James G. Musser vezette, akinek vezető szerepe volt a Chevrolet Nova, a Chevrolet Camaro, a kisblokkos V8-as Chevrolet-motorok és a Turbo-Hydramatic sebességváltó kifejlesztésében.

### Fejlesztés (1968–1970)
A tervezés kezdetén, 1968-ban a tervezők úgy döntöttek, hogy a viszonylag frissen kifejlesztett alumínium öntvény motorblokk kerül majd az autóba. Először két évvel a Vega tervezésének megkezdése előtt készültek homoköntött alumínium blokkok a General Motorsnál. A cél egy viszonylag nagy lökettérfogatú motor volt, mely alacsony fordulaton is nyomatékos, e mellé pedig egy alacsony fordulatszámokhoz optimalizált váltó, az üzemanyag-takarékosság érdekében. A motorokat összesítve mintegy 6 millió mérföldön keresztül tesztelték. Az egyik prototípust például Fiat 124 szedánba szerelték, hogy értékes tapasztalatokat nyerjenek az alumínium blokk működéséről, a teljes hajtáslánc kifejlesztéséhez és teszteléséhez pedig több 1968-as lépcsőshátú Opel modellt használt a General Motors.
A Chevrolet új gyártási gyakorlatot vezetett be, melynek célja az volt, hogy a tervezett új modell sorozatgyártása két éven belül elkezdődhessen. A vezető járműmérnök volt a program vezetője, aki alá további 50 mérnök tartozott, csoportokra osztva. Az egyes csoportok a karosszérián, az alvázon, a hajtásláncon és a kényelmen dolgoztak, valamint volt egy minőség-ellenőrző csoport is. Utóbbi tagjai folyamatosan ellenőrizték a különböző munkafázisokat az összeszerelés során, az általuk gyűjtött adatokat később számítógépek is értékelték. A karosszéria tervezése és kivitelezése a Fisher Body cég feladata volt, melynek a tervezési folyamatban érintett mérnökei és rajzolói a munka idejére áttették székhelyüket a tervezés helyszínére.

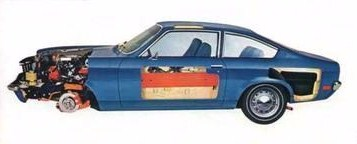
1971-es Vega metszeti rajza

1968 októberére elkészült egy karosszériaváltozat (a 11-es kódszámra hallgató szedán variáns), egy motor, egy sebességváltó (kuplung nélküli MB1 Torque-Drive kétsebességes félautomata) és egy felszereltségi szint. A Vega belsejébe osztatlan ülések és öntött gumi padlóburkolat került. Nem volt benne kesztyűtartó, tetőkárpit vagy klímaberendezés, a szellőztetésről a szélvédő előtt található rácsok gondoskodtak, melyek kivezetőnyílásai a műszerfal tetején voltak. Ahogyan a tervezés ideje alatt változtak a piaci elvárások, úgy változott az autó is.
1968 decemberében megtervezték az első kupé, kombi és kisáruszállító karosszériaváltozatokat is, az első lábterekbe is kerültek szellőztető nyílások, valamint kifejlesztettek egy erősebb motort is (az L-11 kódnevű kéttorkú karburátorost). Utóbbiról a General Motors úgy feltételezte, hogy az értékesítés megkezdése után a Vegák körülbelül 20%-ába kerül majd ilyen motor, de ez az arány végül 75%-os lett. Az osztatlan üléseket leváltották a kagylóülések, a kupé és kombi variánsokba pedig a gumi padlóborítás helyére szőnyeg került és és ezek tetőkárpitot is kaptak. A kocsihoz terveztek extraként rendelhető légkondicionálót is, mely a feltételezett 10% helyett végül az eladott kocsik 45%-ában megtalálható volt.
1969 februárjában az addig egyedüli kétsebességes félautomata sebességváltó mellé megérkezett az Opel három- és négysebességes manuális váltója, valamint a kétsebességes automata Powerglide, így már összesen négy sebességváltóval várta a Vega a sorozatgyártás megkezdését. A mechanikus üzemanyagszivattyút leváltotta egy elektromos változat, melyet az üzemanyagtartályba szereltek, elkészült egy szervokormány, mely az opcionálisan választható extrák egyike lett, a 11-es kódú szedán változat pedig megkapta ugyanazokat a felszereltségbeli fejlesztéseket, melyeket korábban a kombi és a kupé.
1969 áprilisára kialakult a Vega műszerfali óracsoportja, nagy igénybevételre tervezett felfüggesztést kapott, széles gumiabroncsokkal, megváltozott a lökhárítók dizájnja, a köténylemezek is alacsonyabbak lettek és megjelent az opcionálisan választható, kibillenthető háromszögablak, mely végül az elkészült modellek 10%-ába került, illetve az ülésekből is elkészült egy dönthető támlájú verzió, mely az autók 45%-ában volt megtalálható a gyártás végére.
1969 júliusában elektromosan fűthető hátsó ablakot is fejleszthettek a Vegához, ami a kocsik 10%-ába került bele, valamint elkészült a "GT" felszereltségi csomag, ami 325 dolláros felárért volt kapható és a vásárlók 35%-a rendelte meg a kocsijához. Az autók fényes ablakkeretek kaptak, valamint a kombi és kupé változatokhoz fényes tetődíszléc is járt, az ajtók fölé.
További érdemi változtatások nem történtek, mire a gyártás megkezdődhetett 1970. június 26-án. A General Motors országos sztrájkjának (1970 szeptemberétől novemberig) vége után a szedán változat is megkapta a tetődíszléceket. A General Motors a kereskedőknek is küldött díszléceket, hogy azokat fölszerelhessék a már a telephelyükön lévő modellekre.
A Cars autósmagazin 1974-ben a következőképpen fogalmazott a korai modellek gyerekbetegségeiről, melyekről a fejlesztési időszak rövidsége és a bemutatás sürgetése tehetett: "Azokat a teszteket, amelyeket még a tesztpályákon kellett volna elvégezni, akaratukon kívül az első vásárlók végezték el, így a kereskedőnek sok kisebb-nagyobb 'javítást' kellett elvégezniük még eladás előtt. A Chevrolet 'fényes csillagának' hírnevén csúnya csorba esett annak ellenére, hogy az autó folyamatos fejlesztés alatt van, mely során a kezdeti problémák nagy részét sikerült orvosolni."

## Dizájn és tervezés

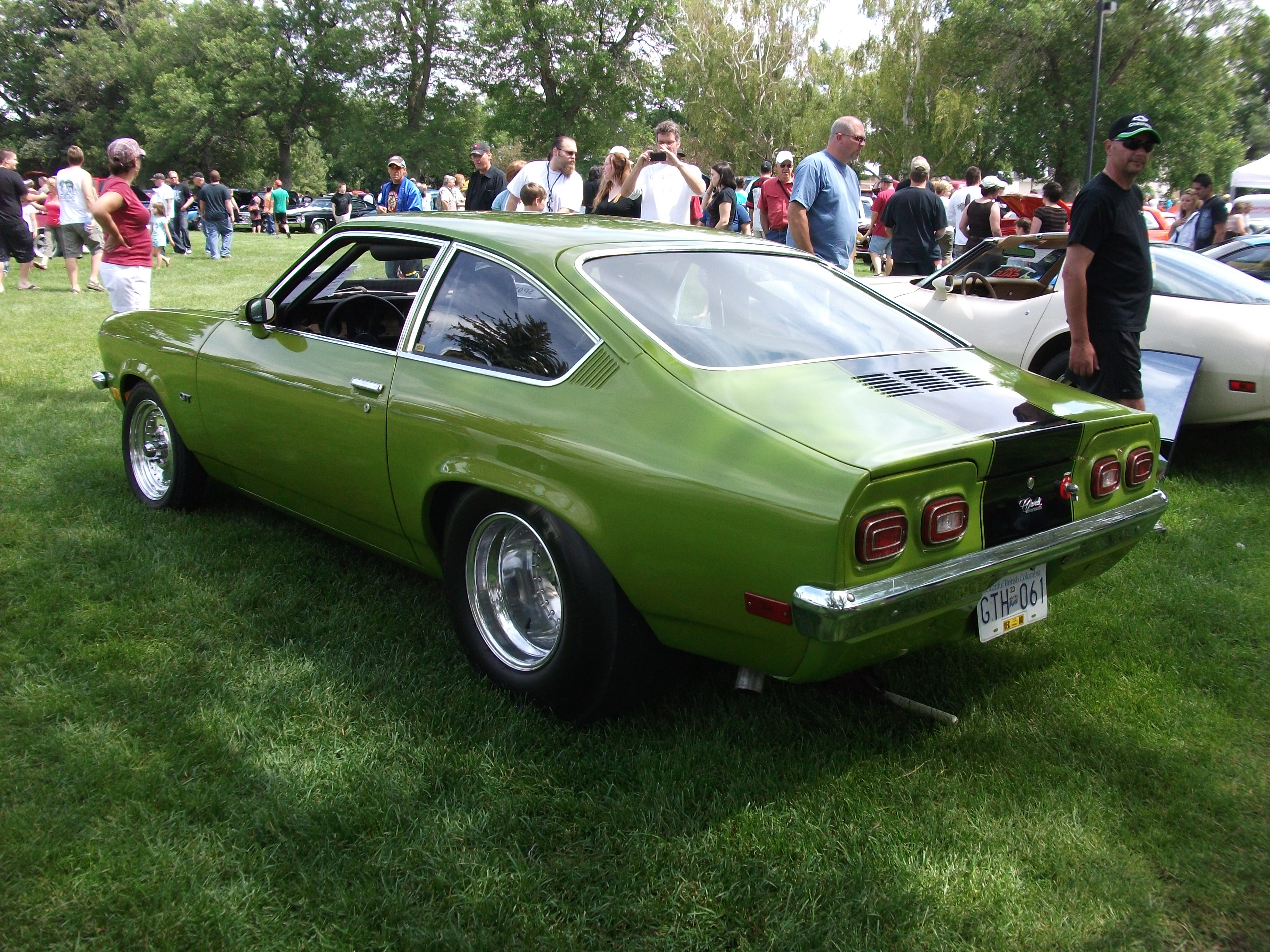
1972-es Vega Hatchback

Minden modell tengelytávja 2464 mm volt, ahogyan a szélesség is egységesen 1661 mm-t tett ki. A Vegák hossza az 1971-es 1972-es modellévben 4310 mm volt, de 1973 már "ötmérföldes" lökhárítók kerültek előre, ami további 76 mm-el növelte a kocsi hosszúságát. 1974 és 1977 között előre és hátra is ilyen lökhárítók kerültek, amivel összesen 140 mm-rel lett hosszabb az autó.
A Hatchback Coupe névre keresztelt kupé változat alacsony tetővonalával és lehajtható hátsó üléseivel volt a legnépszerűbb a vevők körében, az eladott példányok csaknem fele ilyen volt,  míg a később Notchbackre keresztelt szedán a különálló csomagtartófedelével volt a legolcsóbb alapárú variáns. A Kammback Wagonnak hívott kombi könnyen pakolható volt alacsony csomagtartója és fölfelé nyíló csomagtérfedele miatt. A Panel Express nevű kisáruszállítóban színre fújt acéllemezek kerültek oda, ahol a kombi hátsó ablakai voltak, került bele egy plusz zárt tárolórekesz, a raktérborítás alá. Vezetőülése fejtámla nélküli volt, és anyósülést is csak felárért lehetett rendelni hozzá.
Az alumínium blokkos, soros négyhengeres motor a General Motors, a Reynolds Metals és a Sealed Power Corp közös munkájának eredménye volt. Miután a General Motors végzett a Otto-motor és az alumíniumöntvény motorblokk fejlesztésével, továbbadta azt a Chevrolet-nek véglegesítésre és sorozatgyártásra. Ed Cole, aki 1955-ben vezető mérnökként vett részt a Chevrolet kisblokkos V8-as motorjának megtervezésében, a Vega tervezése során gyakran meglátogatta a mérnökcsapat motortervezői szobáját szombatonként, hogy ellenőrizze a tervezési folyamatot és felügyelje a változtatásokat, a Chevrolet mérnökeinek és gyártószemélyzetének megrökönyödésére, akik tudták, hogy Cole minél gyorsabb munkát akar. A tervezés alatt álló motort házon belül gyakran csak a "világ legmagasabb, legkisebb motorjaként" emlegették, magas hengerfeje miatt. Túlzott vibrációját, zajosságát és túlmelegedésre való hajlamosságát 1974-re sikerült kijavítani.

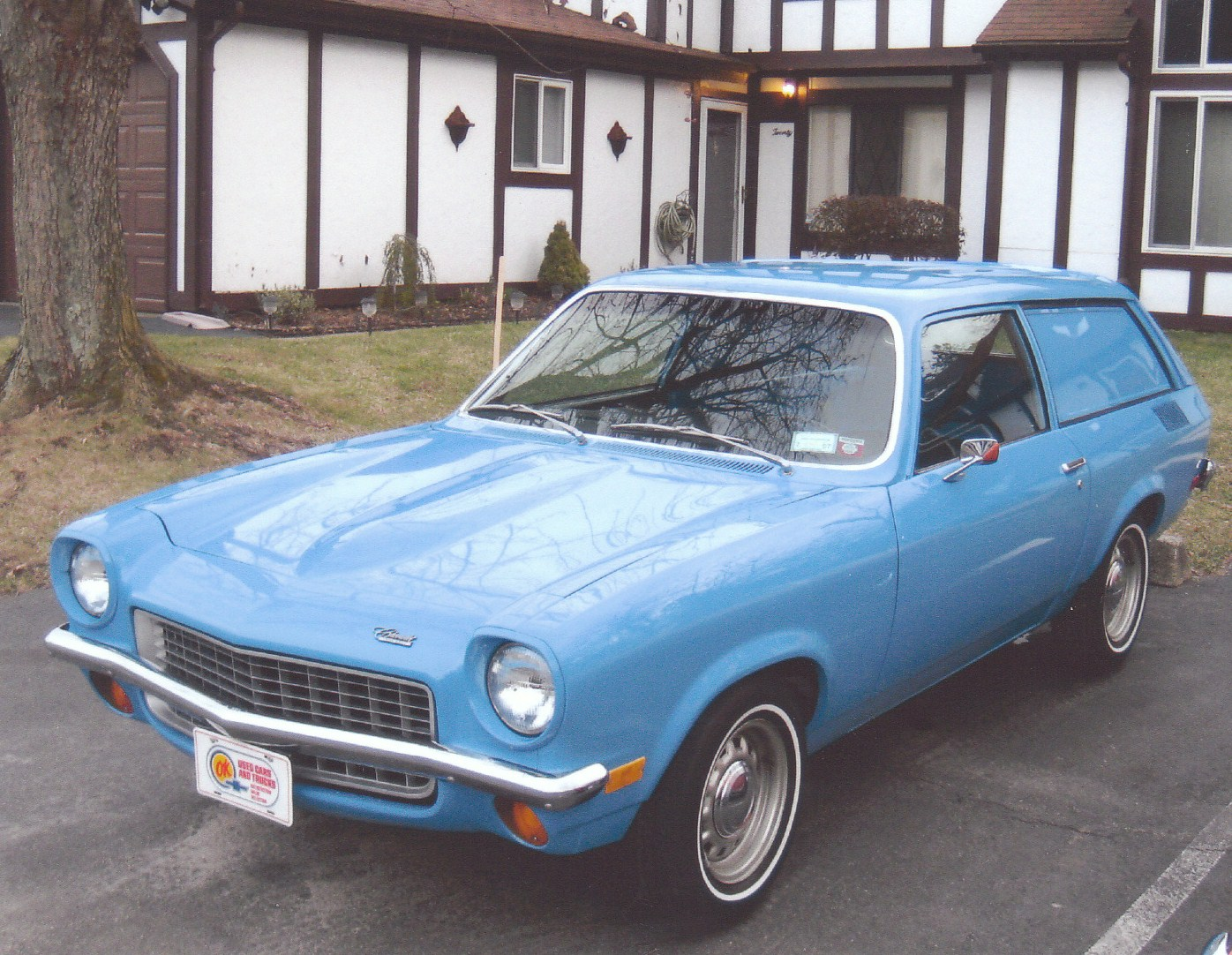
Vega Panel Express

A Vega felfüggesztése, hátsó hajtott merevtengelye, 53,2%/46,8%-os első-hátsó súlyelosztása, alacsony tömegközéppontja és semleges kormányozottsága jó irányíthatóságot biztosított. A maximális oldalirányú gyorsulása 0,90 g volt a hagyományos és 0,93 a PRO F-41 felfüggesztéssel. A kormányműház és a kormányrudazat az első kerék középvonalánál előrébb helyezkedett el, a kormányoszlop pedig két részből állt. Az első felfüggesztés rövid és hosszú lengőkarokból állt, az alsó lengőkar csapágyai nagyobbak voltak, mint az 1970-es Camaróban használtak. Hátulra ugyanolyan négylengőkaros felfüggesztés került, mint az 1970-es Chevelle esetében, és minden kerékhez tekercsrugó került.
Az alváz tervezésekor a mérnökök célja az volt, hogy egy a nagy amerikai autókéhoz hasonló menetkomfortot érjenek el, az európai autókra jellemző irányíthatósággal. Vészfékezéskor a hátsó kerekek elpattogását nyomatékkaros hátsó felfüggesztéssel sikerült kiküszöbölni. Az elöl tárcsa-, hátul dobfékes fékrendszer egy Opel-dizájnt másolt. Az első fékek 250 mm átmérőjű tömör féktárcsákból és egydugós féknyergekből álltak. A hátsó dobfékek 230 mm átmérőjűek voltak, a kocsi első-hátsó fékerőelosztásának aránya pedig 70%/30% volt.
Minden modellen egyformák voltak a motorháztetők, sárvédők, padlólemezek, alsó ajtólemezek, küszöbök, motorterek és homloklemezek. 1971 közepén a Chevrolet bemutatta a felárért rendelhető GT felszereltségi csomagot a Vega Kammback (kombi) és Hatchback Coupe (kupé) változatához, mely tartalmazta a PRO L11, kéttorkú karburátorral szerelt motort, az F41-es, sportosabb irányíthatóságot lehetővé tevő csomagot, speciális gumiabroncsokat és még néhány egyéb apróságot.

## Változások a modellévek során
Az 1972-es modellévben a Vega némileg megújult kipufogórendszert és erőátviteli rendszert és lengéscsillapítókat kapott, a zaj és a rezonancia csökkentése érdekében. Ekkor került be a kínálatba a háromsebességes automata Turbo-Hydramatic sebességváltó is, egy új szövetbelső is felkerült a választható extrák listájára, valamint kesztyűtartó is került a kocsiba.

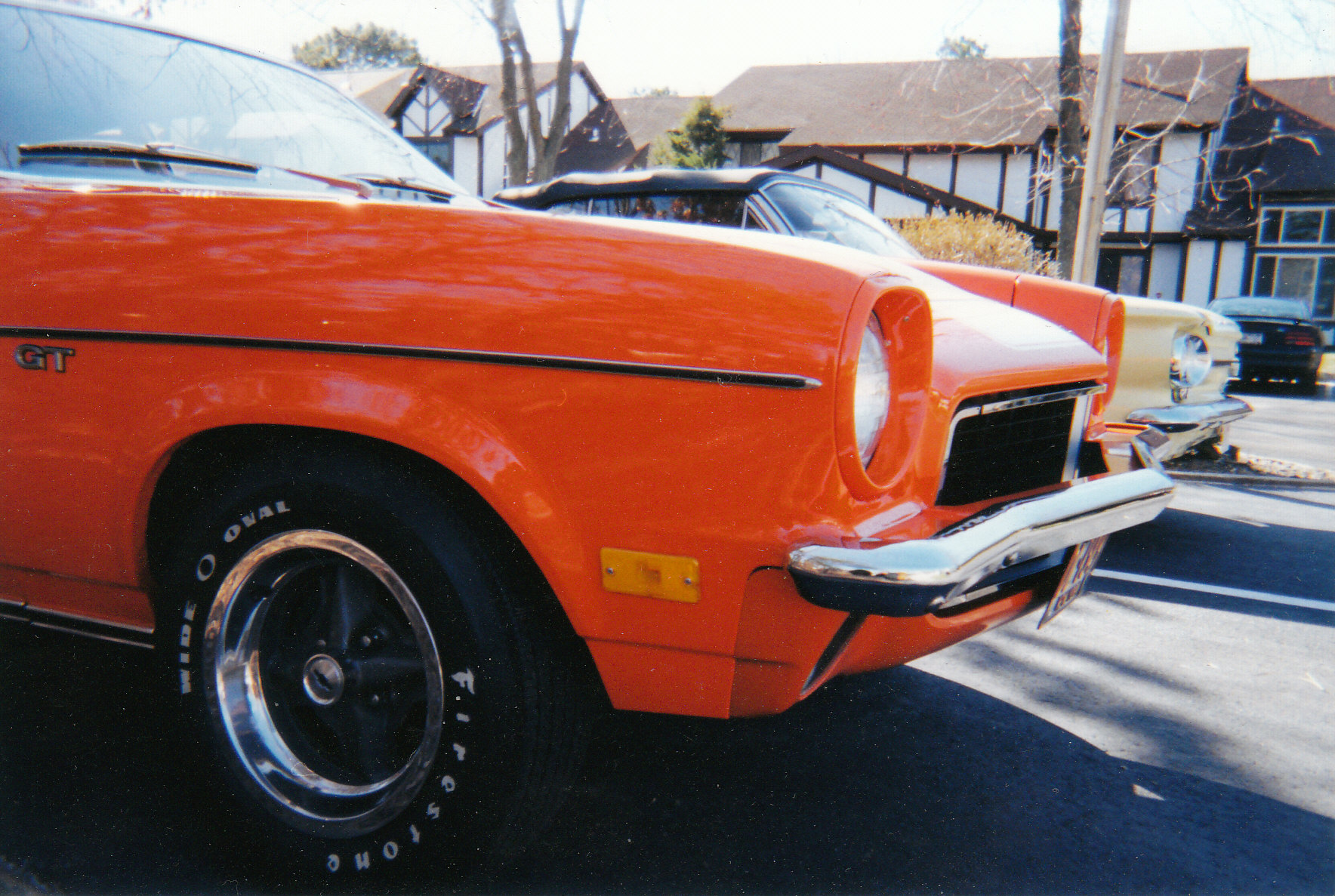
"Ötmérföldes" első lökhárító

1973 közel 300 kisebb-nagyobb újítás jelent meg a Vegához, köztük új külső és belső színek, valamint megújult belső alapfelszereltség. Az első és hátsó "Chevrolet Vega 2300" feliratokat "VEGA by Chevrolet"-re cserélték. 1973-ban az amerikai szabályok kötelezővé tették az úgynevezett ötmérföldes lökhárítók használatát az autók elején. Ezek célja az volt, hogy egy maximum 5 mérföld per órás (8 km/h) ütközés esetén megvédjék a jármű karosszériáját a deformálódástól. A Vega első lökhárítói így erősebb, hosszabb tartókat kaptak, amitől 76 mm-rel lett hosszabb az autó. A meghosszabbított tartóelemeket a karosszériával megegyező színűre fényezett acéllemezek takarták. Az Opel egységek helyére amerikai gyártású Saginaw manuális sebességváltók és váltórudazat került. A PRO L11-es motor új, Holley 5210C progresszív, duplatorkú karburátort kapott. Felárért választhatók voltak BR70-13 fehérfalú, acélöves radiál gumiabroncsok, teljes méretű dísztárcsák és gumiberakásos díszlécek az autó oldalára. Két új modell került bemutatásra az év közepén: az Estate Wagon famintázatú oldalakkal és csomagtérajtóval, valamint az LX Notchback vinilborítású tetővel. 1973. május 17-én elkészült az egymilliomodik Chevrolet Vega a lordstowni üzemben, ami egy narancssárga GT Hatchback volt, fehér sportcsíkokkal, szervokormánnyal és semleges színű vinil belsővel, beleértve az ajtókárpitokat is. A mérföldkő elérését megünnepelvén a Chevrolet kiadott egy limitált szériás, "Millionth Vega" (milliomodik Vega) nevű modellt, mely az egymilliomodik példányt másolta, azzal a különbséggel, hogy narancssárga kárpitozást és egyedi kilincseket kapott. Július 1-ig 6500 ilyen autó készült.

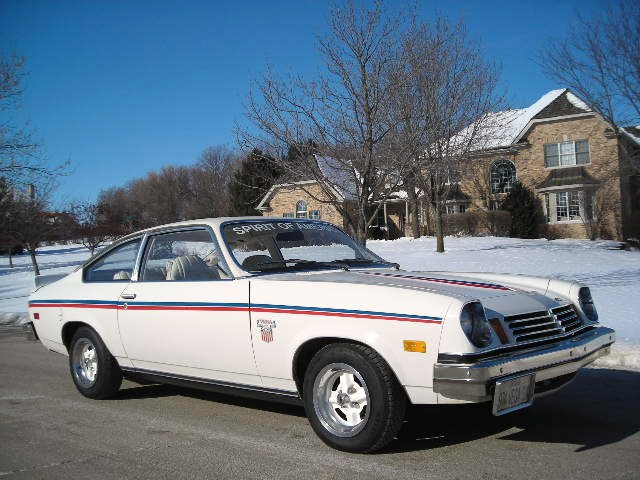
"Spirit of America" Vega

1974-ben több jelentős változás is történt a Vega külsején, ilyen volt például az, hogy már hátra is kötelező volt ötmérföldes lökhárítót szerelni, ami az elsővel együtt összesen 140 mm-rel növelte meg a kocsi hosszát. Az addig használt króm lökhárítókat alumíniumból készült darabok váltották fel, beépített acélrugókkal, valamint a rendszámkeretek is más helyre kerültek. A homloklemez hűtőrács körüli része döntöttebbé vált, a fényszórók pedig jobban belesüllyedtek foglalatukba. Maga a hűtőrács is megváltozott, a műanyag rácsokat acél lamellák váltották fel. A Notchback (szedán) és a Hatchback (kupé) változatok új farlemezeket kaptak, egyrészes hátsólámpákkal, a csomagtartófedélre pedig szellőzőnyílások kerültek. A korábbi 42 literes üzemanyagtartályt egy nagyobb, 61 literesre cserélték. A GT változat esetében az opcionálisan választható, motorháztetőn és csomagtérfedélen végigfutó csíkok helyett a kocsi oldalán végigfutó csíkokat lehetett választani. Az egyedi belsőterek esetében a faberakásos ajtókárpitokat felváltották a belsőtér színével megegyező vinil ajtóborítások. Az első sárvédők alá műanyag dobbetétek kerültek, mivel 1971 és 1974 között a Chevroletnek több ezer első lökhárítót kellett kicserélnie garanciálisan, rozsdásodás miatt. Februárban bemutatásra került a "Spirit of America" (Amerika szelleme) névre keresztelt, limitált szériás kupé, mely fehér fényezést kapott, fehér viniltetővel, kék-piros csíkozással az oldalain, a motorháztetején és a fenéklemezén, egyedi emblémával az első lökhárítókon és a fenéklemezen, fehér "GT" kerekekkel, fehér feliratos A70-13 gumiabroncsokkal, egyedi fehér vinilbelsővel, piros berakásokkal. 7500 ilyen Vega készült májusig. Az 1974-es modellévben 460 374 Vega talált gazdára.
Az 1975-ös modellévben bevezetett 264 változás legjelentősebbjei közé tartozott az elektromos gyújtás és a katalizátor. Az új extrák között szerepelt szervofék, dönthető kormánykerék, acélöves radiál BR78-13B gumiabroncsok és egy különleges szövetbelső a Hatchback és a Kammback modellek számára. Márciusban bemutatásra került a Chevrolet Cosworth Vega, teljesen alumíniumból készült motorral és elektromos üzemanyag-befecskendező rendszerrel, mely akkor először került Chevrolet személyautóba. A modellév végén a Panel Express kisáruszállító változat gyártása leállt, mivel évente átlagosan csak 4000 darabot adtak el és a legjobb évében is csak 7800 fogyott belőle. Utolsó modellévében mindössze 1525 ilyen Vega került értékesítésre, de a teljes eladás is visszaesett 206 239-re.

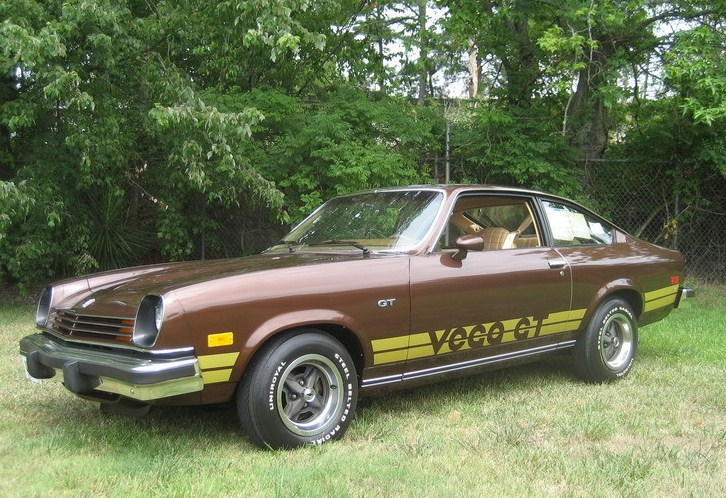
1977-es Vega GT

Az 1976-os modellév 300 változtatást hozott. A legnagyobb külső frissítésen a homloklemez esett át, mely megkapta a Chevrolet "csokornyakkendő" emblémáját, szélesebb hűtőrács került rá és némileg átalakultak a fényszóró foglalatok is, mindezt rozsdaálló anyagok segítségével kivitelezte a gyár. A Notchback és a Hatchback változatok új, háromszínű hátsó lámpaburákat kaptak, bár a borostyánsárga irányjelzőknek nem volt funkciójuk, helyettük továbbra is a féklámpák villogtak kanyarodáskor. A 2,3 literes Dura-Built motor hűtését és várható élettartamát sikerült javítani. Az alváz megkapta a Monza újításait, így például az első kereszttartókat a szekrényes alvázkeretbe, valamint előre és hátra is nagyobb fékek kerültek, az első féktárcsákat emellett hűtöttekre cserélték. A hátsó felfüggesztés nyomatékkaros lett a fékezés közbeni nagyobb stabilitás érdekében. A rozsdásodás elkerülése érdekében komoly lépéseket tett a Chevrolet, például galvanizált sárvédőket és küszöböket kezdtek el használni. Megjelent néhány új modell, például a GT Estate Wagon, a Cabriolet Notchback (félvinil tetővel és a Monza Towne Coupéhoz hasonló opera-ablakokkal), valamint a limitált szériás Nomad Wagon, megújult oldalablakokkal. A választható sebességváltók között megjelent a manuális, ötsebességes, overdrive-os BorgWarner egység. 18 dolláros felárért választható volt egy kutyafog-mintás üléshuzat, melyet a gyár "sportszövetnek" nevezett. Elérhetővé vált a "Sky-Roof" elnevezésű tetőablak, színezett, elcsúsztatható üveggel, valamint egy nyolccsatornás kazettás magnó. A Cosworth gyártása júliusban befejeződött, az 1976-os modellévben 1446 darab készült belőle.
AZ 1977-es modellévben kevés változtatáson esett át a Vega. A Hatchback modellt átnevezték Coupéra, a Dura-Built 2,3 literes motor pedig egy szekunder levegőbefecskendező-rendszert kapott, hogy megfeleljen a szigorodó károsanyag-kibocsátási normáknak. Az egytorkú karburátorral szerelt motor és a háromsebességes manuális sebességváltó gyártása befejeződött. A belsőtér a karosszéria színével megegyező színű kormányoszlopot, kormánykereket, műszeregység-konzolt és kézifékkar-borítást kapott, extraként pedig választható volt teljes színes műszerfal. A GT változatok fekete külső díszléceket kaptak, fekete sporttükrökkel és kerekekkel és széles díszcsíkokkal, "Vega GT" felirattal.

## Motor

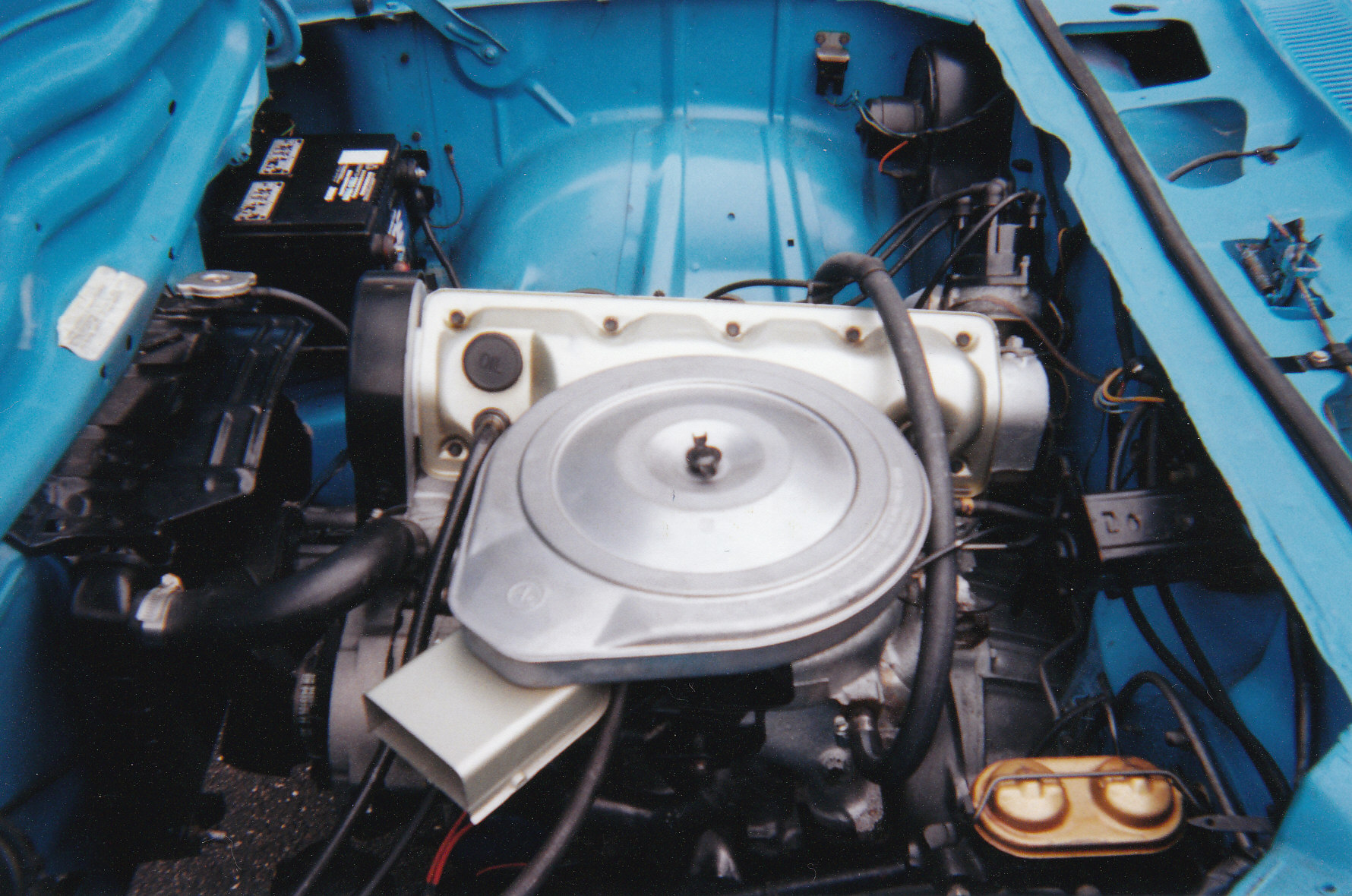
2,3 literes, 90 lóerős alapmotor (1971)

A Chevrolet Vega motorja soros négyhengeres, 2287 cm³-es (2,3 literes) volt, öntött alumíniumötvözet motorblokkal, öntöttvas hengerfejjel és hengerfej feletti vezérműtengellyel (SOHC). A blokk "open-deck" dizájnú, hengerpersely nélküli kialakítású volt. A külső hengerfalakat vízköpeny vette körül, melyet felülről a hengerfej és hengerfejtömítés határolt. A hengerfej mellett a főtengely és a főtengely csapágyfedelek is öntöttvasból készültek. A Chevrolet a kedvezőbb ár miatt döntött az öntöttvas hengerfej mellett. Az egyszerű, hengerfej fölötti vezérműnek szelepenként mindössze három alkatrészre volt szüksége a szelepek működtetéséhez, ellenben a hagyományos tolórudas megoldás hét alkatrészével. A vezérműszíj a főtengelyen keresztül hajtotta meg az öt helyen csapágyazott vezérműtengelyt, valamint a vízpumpát és a hűtőventilátort.
Az alapmotor és a feláras motor sűrítési aránya is egyaránt 8,0:1 volt, mivel kevésbé ólmozott és ólmozatlan üzemanyagokhoz tervezték őket. Az egykarburátoros motor 90 lóerő (67 kW) leadására volt képest, míg a kétkarburátoros (PRO L11) 110 lóerős (82 kW) volt. A motor hajlamos volt a vibrációra, melyet nagyméretű, gumi motortartó bakokkal igyekezett ellensúlyozni a Chevrolet. Az 1972-ben használt Rochester DualJet kéttorkú karburátorhoz szükség volt egy szekunder levegőbefecskendező-rendszerre, hogy az autó ne lépje túl az akkori károsanyag-kibocsátási szabályozásban szereplő adatokat. 1973-ban ezeket lecserélték a Holley által gyártott 5210C progresszív duplatorkú karburátorokra. Az ugyanebben az évben szigorodó károsanyag-kibocsátási szabályozások miatti változtatások során a duplatorkú karburátorral szerelt motor 5 lóerővel (3,7 kW) gyengébb lett, ugyanakkor csendesebb is. Az 1975 után készült motorok úgynevezett H.E.I. nagy energiájú elektromos gyújtást kaptak.

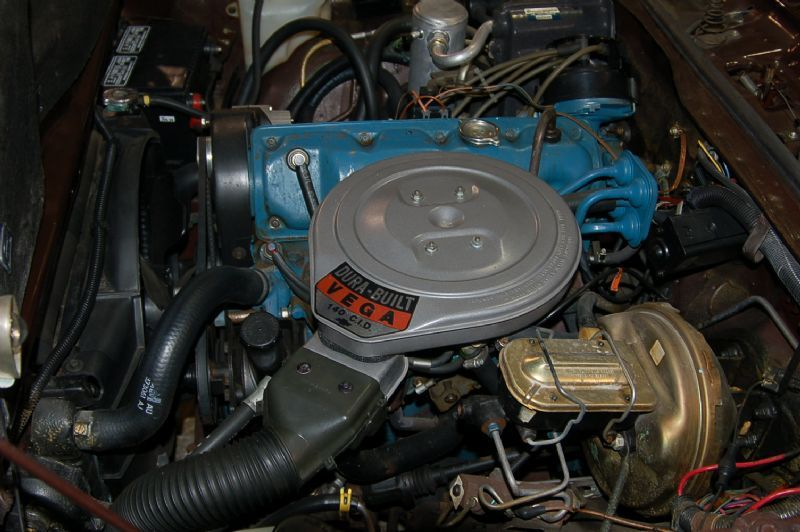
2,3 literes, 84 lóerős Dura-Built motor (1977)

A motorral kapcsolatos komoly problémák jelentős átalakításokhoz vezettek 1976 és 1977 között. A Dura-Built 140 néven értékesített új motor továbbfejlesztett hűtővíz-járatokkal rendelkezett, átalakított hengerfejet kapott, csendesebb, hidraulikus szelepemelőkkel, valamint tartósabb szelepszár tömítések kerültek bele, ami 50%-kal csökkentette az olajfogyasztást. Emellett átalakított vízpumpa, hengerfejtömítés és termosztát került bele. A General Motors a megújult motorra vállalt garancia időtartamát felemelte öt évre vagy 60 ezer mérföldre (97 ezer km). 1977-ben a szigorodó károsanyag-kibocsátási szabályozások miatt szekunder levegőbefecskendező-rendszer rá, a motorok festése pedig a Chevroletnél egységesen narancssárgáról kékre változott.
1975 augusztusában a Chevrolet komoly tartóssági tesztnek vetett alá hármat a fejlesztés alatt álló Dura-Built motorok közül, mely során mindegyik ilyen motorral szerelt autóval 60 ezer mérföldet tettek meg 60 nap alatt. A United States Auto Club által felügyelt teszt során három még kiadatlan, az 1976-os modellévre tervezett automata sebességváltós, légkondicionálós Vega Hatchbacket használt a Chevrolet. A három autó folyamatosan mozgásban volt, Kalifornia és Nevada sivatagi útjain, miközben a tesztpilóták folyamatosan váltották egymást. A három ugyanolyan jármű összesítve 180 ezer mérföldet (290 ezer km) tett meg. Az egyetlen meghibásodást egy elszakadt vezérműszíj jelentette, így Vega-projekt egyik mérnöke, Bernie Ernest azt mondta, a GM nyugodt szívvel fogja megemelni a garancia időtartamát.
A Motor Trend így számolt be a tesztről: "A Chevrolet a 349 mérföldes délnyugati sivatagi utat választotta ahhoz, hogy bebizonyítsa, a korábban komoly kritikákkal illetett motor és hűtőrendszer komoly fejlesztéseken esett át az 1976-os modellévre." A teszt alatt a levegő hőmérséklete 37 °C és 50 °C között váltakozott, a három kocsi hűtőrendszeréből összesen 0,71 liter hűtőfolyadék távozott, ami ilyen körülmények között a normális mértékű párolgásnak tudható be. Átlagos üzemanyag-fogyasztásuk 8,1 l/100 km volt és egy liter olajat fogyasztottak 3400 mérföldenként. A vezetési költségek így 2,17 centet tettek ki mérföldenként. A tesztben részt vevő egyik autót az 1976-os New York-i autószalonon is bemutatták, az 1976-os modellévben pedig megbízható, tartós autóként hirdette a megújult Vegát a Chevrolet.

### Motorteljesítmény-táblázat
| Év   | Alapmotor                                                  | Opcionális L-11 motor & GT (Z29)                            | Cosworth Twin-Cam (ZO9)                                     |
| ---- | ---------------------------------------------------------- | ----------------------------------------------------------- | ----------------------------------------------------------- |
| 1971 | 90 hp (67 kW) @ 4,400 rpm 184 N⋅m (136 lbf⋅ft) @ 2,400 rpm | 110 hp (82 kW) @ 4,800 rpm 187 N⋅m (138 lbf⋅ft) @ 3,200 rpm |                                                             |
| 1972 | 80 hp (60 kW) @ 4,400 rpm 164 N⋅m (121 lbf⋅ft) @ 2,400 rpm | 90 hp (67 kW) @ 4,800 rpm 164 N⋅m (121 lbf⋅ft) @ 2,800 rpm  |                                                             |
| 1973 | 72 hp (54 kW) @ 4,400 rpm 136 N⋅m (100 lbf⋅ft) @ 2,000 rpm | 85 hp (63 kW) @ 4,800 rpm 156 N⋅m (115 lbf⋅ft) @ 2,400 rpm  |                                                             |
| 1974 | 75 hp (56 kW) @ 4,400 rpm 156 N⋅m (115 lbf⋅ft) @ 2,400 rpm | 85 hp (63 kW) @ 4,400 rpm 165 N⋅m (122 lbf⋅ft) @ 2,400 rpm  |                                                             |
| 1975 | 78 hp (58 kW) @ 4,200 rpm 163 N⋅m (120 lbf⋅ft) @ 2,000 rpm | 87 hp (65 kW) @ 4,400 rpm 165 N⋅m (122 lbf⋅ft) @ 2,800 rpm  | 110 hp (82 kW) @ 5,600 rpm 145 N⋅m (107 lbf⋅ft) @ 4,800 rpm |
| 1976 | 70 hp (52 kW) @ 4,200 rpm 163 N⋅m (120 lbf⋅ft) @ 2,000 rpm | 84 hp (63 kW) @ 4,400 rpm 165 N⋅m (122 lbf⋅ft) @ 2,800 rpm  | 110 hp (82 kW) @ 5,600 rpm 145 N⋅m (107 lbf⋅ft) @ 4,800 rpm |
| 1977 | 84 hp (63 kW) @ 4,400 rpm 165 N⋅m (122 lbf⋅ft) @ 2,800 rpm |                                                             |                                                             |

## Be nem vezetett motorok

### OHC L-10
Egy opcionális, nagyobb teljesítményű motor kifejlesztése 1968 decemberében került be a Vega tervezési programjába. Ezt eleinte egy magas, vas hengerfejjel képzelték el, szokatlan elhelyezkedésű szelepemelőkkel és különleges levegőáramlású égésterekkel. Később a Chevrolet motortervezői részlege kidolgozott egy alumíniumból készült, keresztáramú hengerfejet, egy hengerfej feletti vezérműtengellyel, "hemi" (félgömb alakú) égésterekkel és nagy szelepekkel. Ez könnyebb és körülbelül 10 cm-rel alacsonyabb lett volna, mint a végül gyártásba került, opcionális L-11-es motor öntöttvas hengerfeje. Bár több prototípus is készült és az összeszereléshez szükséges szerszámok legyártása is megkezdődött, a motor végül nem kapta meg az engedélyt a sorozatgyártásra. Az alumínium hengerfejes változat nagyobb teljesítmény leadására lett volna képes, ráadásul az alumínium és a vas hőtágulásbeli különbségei miatt fellépő hengerfejtömítés-problémákat is ki lehetett volna küszöbölni vele.

### RC2-206 Wankel

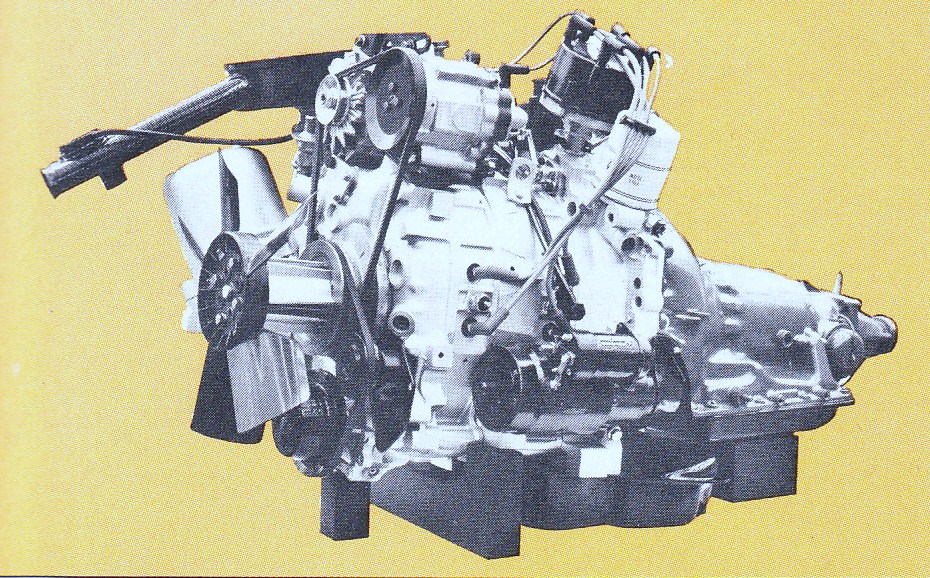
1974-es RC2-206 Wankel-motor

1970 novemberében 50 millió dollárt fizetett ki egy Wankel-motor fejlesztéséhez szükséges előzetes jogdíjakra. A GM-nél addigra már elnökké előlépő Ed Cole 1973 októberére szerette volna befejezni a munkálatokat, hogy az 1974-es modellekhez felárért már rendelhető legyen az új motor. A General Motors Rotary Combustion Engine (GMRCE) névre keresztelt motor két forgótárcsás és 3370 cm³-es volt, iker gyújtáselosztókkal és gyújtótekercsekkel, alumínium házzal. Az elkészült RC2-206 Wankel-motorokat 1973-as Vegákba szerelték, hogy hideg időjárási körülmények között teszteljék őket Kanadában.
A Motor Trend 1973-ban leközölt egy cikket a várható új motorról, The '75 Vega Rotary (a '75-ös Wankel-motoros Vega) címmel, melyben főleg a várható fogyasztásra tértek ki: "Az új motor fogyasztása körülbelül 13-15 l/100 km körül mozog majd, szemben a hagyományos, dugattyús Vega-motor 9-12 l/100 km-es fogyasztásával. A Wankel-motorok egyre kevésbé tűnnek vonzónak az egyre meredekebben emelkedő üzemanyagárak mellett."
A General Motors úgy gondolta, a motor gazdaságosabbá tételével annak sikerül majd megfelelnie az előre bejelentett 1975-ös károsanyag-kibocsátási normáknak. A különböző finomításoknak köszönhetően a motor 12 literre csökkent, de ezek a változtatások ugyanakkor csúcstömítési problémákat vontak maguk után. 1973 decemberére világossá vált, hogy az akkor már a Monza 2+2 számára tervezett Wankel-motor nem fog elkészülni az 1975-ös modellév kezdetére, vagy működésbeli gondjai lesznek, vagy a károsanyag-kibocsátási szabályoknak nem fog megfelelni. Miután még 10 millió dollárt kifizetett licencdíjakra, a General Motors hivatalosan is bejelentette, hogy elhalasztja a motor bemutatását. A végeredményt már 1974 áprilisában előre vetítette a Motor Trend halasztásról beszámoló cikke: 1974. szeptember 24-én Cole további halasztást jelentett be, a károsanyag-kibocsátási szabályokra hivatkozva, majd még ugyanabban a hónapban visszavonult. Az őt váltó Pete Estes nem mutatott komoly érdeklődést a motor iránt, a GM pedig a magas fogyasztás miatt úgy döntött, további fejlesztésekig határozatlan időre elnapolja a gyártást és a bemutatást.

### V8
1972 júliusában a Hot Rod magazin tesztelt egy V8-as Vegát, alumínium motorblokkal és hengerfejekkel. Ez az utolsó megmaradt példány volt azok közül, melyeket az 1960-ban bemutatott CERV I tanulmányautóhoz használt a Chevrolet. A 4,6 literesről 4,9 literesre bővített motorban nagy kompressziójú dugattyúk voltak, valamint "097 Duntov" típusú mechanikus vezérműtengely, öntöttvas szívótorok és négytorkú Quadrajet karburátor. Az autó hagyományos gyári Turbo Hydramatic sebességváltóval és hagyományos hátsórésszel kevesebb, mint 14 másodperc alatt teljesítette a negyedmérföldes távot a gyorsulási teszten.

## Összeszerelés
A General Motors 75 millió dollárért építette fel új üzemét Lordstownban, Ohióban, hogy ott gyárthassa a Vegát. Akkoriban ez volt a világ legautomatizáltabb autógyártó üzeme, ahol a Vega karosszériájának összeállításához szükséges 3900 hegesztési feladat 95%-át Unimate üzemi robotok végezték, teljesen önállóan. A motorok és hátsó hidak összeszerelését hidraulikus emelők tették könnyebbé. A szerkezeti részegységek összeszerelésének folyamata, a futószalagok és a minőség-ellenőrzés mind számítógép által voltak vezérelve.

### A gyártás sebessége
A tervezéskor a General Motors célja az volt, hogy a lordstowni üzemben óránként 100 Vega készüljön el, azaz 36 másodpercenként leguruljon egy kész példány a gyártósorról. Ez kétszerese volt az akkori autóipari átlagnak, és addig sehol a világon nem sikerült megközelíteni ezt a számot. Hónapokkal az indulás után az üzem átlagosan 73,5 Vegát volt képes elkészíteni óránként, mely szintén figyelemreméltó szám.
A lordstowni munkásoknak 36 másodpercük volt az egyes feladatok elvégzésére, a több gyárban megszokott egy perchez képest. Mivel 25%-kal több munkás dolgozott az autók összeszerelésén, mint amennyi szükséges lett volna, négyes csoportokat alkottak, akik közül három dolgozott, egy pihent, folyamatosan váltva egymást. Bár akadt néhány mechanikai probléma, a korai Vegák összeszerelési minősége elfogadható volt, a Motor Trend 1971-ben az év autójának is megválasztotta az új modellt. 1971 októberében a General Motors a lordstowni üzem vezetését elvette a Chevrolet-től és a Fisher Bodytól és átadta a General Motors Assembly Disivionnek (GMAD – a General Motors összeszerelésért felelős osztálya). A GMAD még szigorúbb szabályokat és költségvetést vezetett be, utóbbi eredményeként kirúgták az összeszerelő munkások "fölösleges" 25%-át, így a megfeszített tempóban dolgozó emberek nem jutottak annyi pihenőhöz, mint korábban. Ez komoly ellentéteket szült az üzemeben a dolgozók és a vezetők között. Az Autóipari Munkások Szakszervezete (UAW) állítása szerint az első évben az elbocsátások 800 munkást érintettek, a GMAD azonban csak 370-et ismert el. A vezetőség azzal vádolta az összeszerelőket, hogy szándékosan szabotálják a munkát azzal, hogy kihagynak alkatrészeket és rossz minőségű munkát végeznek, a munkások ezzel szemben azt állították, hogy a GMAD felgyorsította a futószalagot és túl sok embert rúgott ki. A szembenállásnak az összeszerelési minőség látta a legnagyobb kárát. 1972 márciusában az üzem 7700 dolgozója sztrájkot hirdetett, mely egy hónapig tartott és 150 millió dolláros veszteséget okozott a General Motorsnak. A legyártott Vegák száma 1972-ben több mint 100 ezerrel magasabb volt, mint a gyártás első évében, a különbség ennél nagyobb is lehetett volna, ha nincs a dolgozói sztrájk. 1975-től a csökkenő kereslet miatt folyamatosan visszaesett a gyártott autók száma, így már nem volt elvárás a 100 elkészült autó óránként és a szünet nélküli gyártás.
A gyártás legintenzívebb éveiben, amikor az óránként elkészült Vegák száma kezdte elérni a célként kitűzött százat, egyre komolyabb problémák adódtak a fényezőműhelyben. Amikor 85 Vega készült el óránként, majdnem mindegyiken utólagos javításokat kellett végezni. Ennek oka az volt, hogy a hagyományos nyomás és fényezőfejek nem bizonyultak elég gyorsnak ekkora mennyiségnél, a nyomás megnövelésével és a fejeken található nyílások kitágításával azonban gyakoriak lettek a megfolyások és a szabálytalan vastagságú festékrétegek az autókon. A Fisher Body és a lakkfesték-beszállító DuPont egyetlen hétvége alatt új összetételű festéket és felviteli technikát dolgozott ki. A megoldást egy nem vízbázisú diszperziós lakkfesték (NAD) jelentette. Az új festék és új technika segítségével az egy óra alatt maximálisan lefényezhető autók száma 106-ra nőtt.

### Függőleges vasúti szállítás

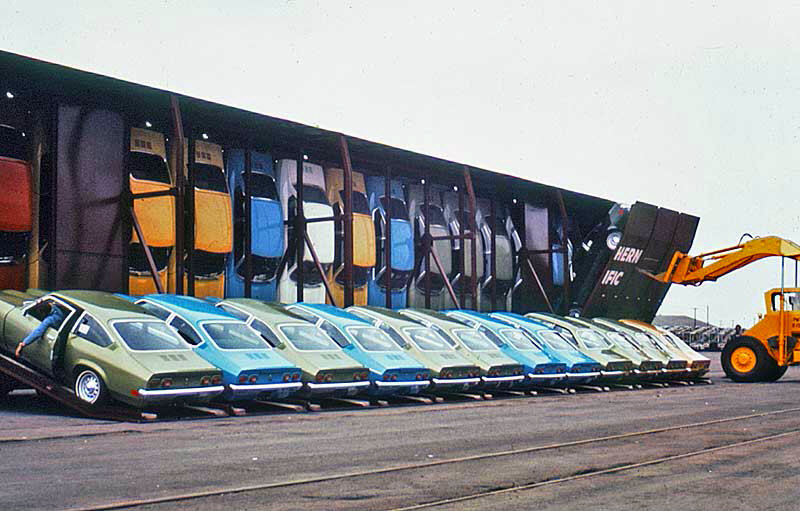
30 Vega fért egy Vert-a-Pac kocsiba

Bár a lordstowni üzemnek már akkor is volt egy kimondottan a közúti szállítás megkönnyítése céljából épült kijárata az Ohio Turnpike autópályára, a Vegákat úgy tervezték, hogy vasúti úton tudják őket szállítani, függőlegesen, orral lefelé. A General Motors és a Southern Pacific vasúttársaság által közösen tervezett "Vert-A-Pac" nevű vagonokban egyenként 30 Vega fért el, szemben az akkor használt hagyományos, háromszintes autószállító kocsikkal, melyek maximális kapacitása 18 volt. A Vegákat az aljukra szerelt, négy öntöttacél foglalatnál fogva erősítették a vasúti kocsi oldalához, a motor és a sebességváltó bakjait pedig műanyag távtartókkal védték az út során. Mind az acél foglalatokat, mind a műanyag távtartókat eltávolították a kirakodás után. A vasúti kocsik ajtói úgy voltak kialakítva, hogy egyúttal rámpaként is funkcionáljanak, becsukásuk és kinyitásuk pedig villás targoncák segítségével történt.
Vibrációs tesztek és kis sebességű ütközési tesztek sorával bizonyosodott meg róla a General Motors, hogy a szállítás során nem fognak eldeformálni vagy egyéb módon károsodni az autók. A Vegákat folyadékokkal feltöltve szállították, hogy a lerakodás után a lehető legrövidebb időn belül akár "saját lábukon" is a kereskedésekbe vihessék. A motorban egy terelőlemez akadályozta meg, hogy az olaj az egyes hengerbe folyjon; az akkumulátor töltőnyílása hátul, a felső él közelében helyezkedett el, megelőzve a sav kiszivárgását; egy cső a karburátorba folyó üzemanyagot az aktívszéntartályba vezette; az ablakmosó folyadék tartálya pedig 45 fokban meg volt döntve a szállítás során.

### A gyártás számokban
A gyártás ideje alatt 2 006 661 Vega készült el, beleértve a 3508 Cosworth változatot is. Az autók nagy része Lordstownban készült el, de 1973 és 1974 között a General Motors Saint-Thérèse összeszerelő műhelyében, a kanadai Québecben is gyártottak Vegákat. A gyártás legintenzívebb időszakában napi 2400 autó készült el.
| Év   | Notchback | Hatchback | Kammback | Panel Del. | Cosworth | Összesen  |
| 1971 | 58 804    | 168 308   | 42 793   | 7 800      | —        | 277 705   |
| 1972 | 55 839    | 262 682   | 71 957   | 4 114      | —        | 394 592   |
| 1973 | 58 425    | 266 124   | 102 751  | n/a        | —        | 427 300   |
| 1974 | 64 720    | 276 028   | 115 337  | 4 289      | —        | 460 374   |
| 1975 | 35 133    | 112 912   | 56 133   | 1 525      | 2 061    | 207 764   |
| 1976 | 27 619    | 77 409    | 54 049   | —          | 1 447    | 160 524   |
| 1977 | 12 365    | 37 395    | 25 181   | —          | —        | 78 402    |
|      |           |           |          |            |          | 2 006 661 |

Megjegyzés: Nincs pontos adat arról, hogy 1973-ban mennyi kisáruszállító változat készült el, ezért ez kimaradt az összesítésből.

## Vételár
A Chevrolet Vega ára a hétéves gyártási időszaka alatt 50%-kal emelkedett az eredetihez képest. Ezért részben az infláció, részben pedig a folyamatosan szigorodó károsanyag-kibocsátási és biztonsági szabályok tehetők felelőssé, melyek miatt folyamatosan fejleszteni kellett az autót. Ugyanaz az alapfelszereltségű változat, melyet1971-ben 2090 dollárért lehetett megvásárolni, 1977 végére már 3249 dollárba került. Mivel az áremelkedés minden más autót is érintett, megnőtt a kereslet az alacsonyabb árú járművek iránt, mely kedvező hatással volt a Vega eladásaira. 1975-ben a Cosworth Vega 5918 dollárba került, mindössze 892 dollárral kevesebbe, mint a Chevrolet Corvette. Ez a változat meglehetősen túlárazott volt a piachoz képest, ezért nem is érte el a kitűzött eladási célokat. A kocsira hamar rá is ragadt a "Cosworth. Egy Vega kettő áráért." ironikus "szlogen".

## DeLorean közreműködése

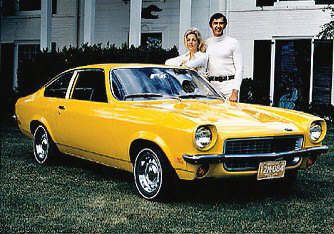
DeLorean egy 1971-es Vega mellett

A General Motors alelnökét, John DeLoreant egy évvel a Vega bemutatása előtt a Chevrolet vezérigazgatójává, a lordstowni üzemet is ő vezette, amikor az autó gyártása megindult. A szokásoshoz képest több munkást és minőség-ellenőrt állított a futószalag mellé, és ő vezette be a számítógép vezérelte minőség-ellenőrző programot is, mellyel minden egyes elkészült autót átvizsgáltak és eldöntötték, hogy szükség van-e utólagos javításokra. A Motor Trend és a Look magazinokban is népszerűsítette az autót, szintén ő adott felhatalmazást a Cosworth változat prototípusának megépítésére, majd ő kérvényezte a General Motorstól a sorozatgyártásának elindítását.
A Motor Trend 1970 augusztusi számában DeLorean azt mondta a Vegáról, hogy jobban kezelhető, mint az európai sportautók nagy része, jobban gyorsul, mint bármelyik autó a kategóriájában, az összeszerelés minősége pedig olyan magas színvonalú, ami egyedülálló Amerikában, sőt talán az egész világon is.
J. Patrick Wright 1979-es, On A Clear Day You Can See General Motors című könyvében DeLorean elbeszéléseit foglalta össze a General Motorsnál töltött ideje alatt szerzett tapasztalatairól. A könyvben DeLorean beszél az akkori ellenséges hangulatról a GM és a Chevrolet osztály tervezői és mérnökei között; arról, hogy megpróbálta motiválni a Chevrolet-t, hogy a bemutatás előtt még tovább finomítsák a Vegát; illetve a minőség-ellenőrzés bevezetéséről, hogy a valaha volt legjobb minőségű autót építhessék meg. "Bár teljesen biztos voltam benne, hogy a lehetőségeinkhez mérten a legjobbat hoztuk ki az autóból, a vállalat folyton arra kért, hogy olyan mértékben dicsérjem a kocsit a médiában, ami már meghaladta a személyes meggyőződéseimet vele kapcsolatban." – John DeLorean.

## Problémák
Bár a Vega eladásai a kezdetektől fogva kedvezőek voltak, a vásárlóközönség hamar elkezdte megkérdőjelezni az autó minőségét. Az amerikai autóiparról szóló Comeback:The Fall & Rise of the American Automobile Industry című könyvben az írók így fogalmaznak: "1972-ben a GM három tömeges visszahívást hirdetett meg, ezek közül a legnagyobb 500 ezer Vegát érintett, melyeken hibás tengelyeket, instabil fojtószelepeket és egyéb, tűzveszélyt okozó hibákat kellett kijavítani. A Vega alumínium motorja hírhedt volt a deformálódásra és olajfolyásra való hajlamáról." A hétéves gyártási periódus alatt folyamatosan fejlesztették és korszerűsítették a kocsit, aminek köszönhetően a motorikus és az egyéb, spórolásból adódó problémák megoldódtak.

### Fisher Body
Egy hatállomásos cinkfoszfátos rozsdavédelmi eljárás után a karosszériákat két percre egy 246 ezer literes elektroforetikus festékkádba merítették a még erősebb korrózióvédelem érdekében. Ez volt a Fisher Body "Elpo" nevű eljárása, mely az "electrophoretic deposition of polymers" (elektroforetikus polimer-lerakódás) rövidítése volt. Ezen eljárások után a karosszériákat nedves csiszolták, záróbevonattal látták el, lakkfestékkel lefújták, majd a festéket egy 149 °C-os kemencében rájuk égették. A rozsdavédelmi eljárás azonban hiányos volt. A védőanyagok az eljárások során nem jutottak be a sárvédők és a szélvédő előtt található lemezcsík közti résbe, így a különböző nedves anyagok és a só könnyedén korrodálták a kezeletlenül maradt acélt. Az elektroforetikus kádba merítéskor az első sárvédők belső felének tetejében légbuborékok alakultak ki, így ezek a részek is kezeletlenül maradtak, ami különösen azért jelentett problémát, mert a korai Vegákon nem voltak dobvédő betétek. A pénzügyi osztály azért vetette el a dobbetétek alkalmazását, mert az autónként 2,28 dollárral megemelte volna a gyártási költségeket. Miután a General Motors dollármilliókat költött arra, hogy garanciálisan kicserélje a rozsdás sárvédőket, 1973-ban bevezette a hézagpótló műanyag lemezek, 1974-ben pedig a műanyag dobbetétek használatát. A rozsda szintén gyakran megjelent a küszöblemezeken, az ajtók alján, a szélvédő alatti részeken és a karosszéria küszöb fölötti részén. Bizonyos esetekben a kerékdőlés-állító csavarok is berozsdásodtak, így futóműállítás esetén ezeket le kellett vágni és ki kellett cserélni.
1976-tól a továbbfejlesztett korrózióvédelem magában foglalta a galvanizált acél sárvédőket, melyek belső fele cinkbevonatot és alapozást is kapott; a kerékdobvédő masztixot; a küszöbös cinkben gazdag előalapozását; valamint a rozsdaálló anyagból készült hűtőrácsokat és fényszóró-foglalatokat.

### 140 CID motorok

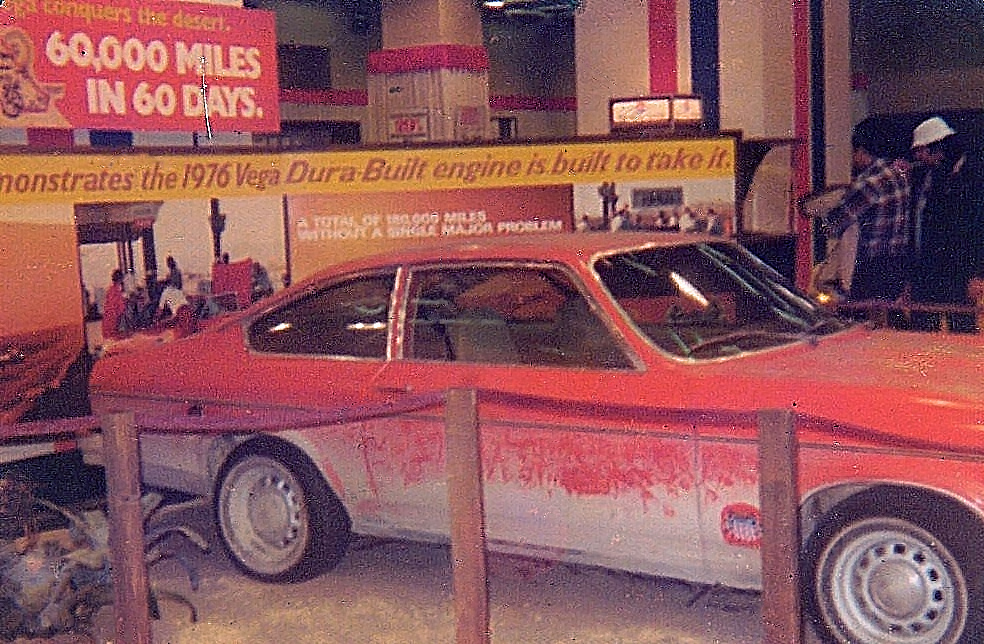
A Dura-Built motorok teszteléséhez használt egyik kiállított Vega

A korai Vega modelleket két komoly visszahívás érintette. Az első során 130 ezer autót hívtak vissza a márkaszervizekbe, visszaégés miatt, amit az okozott, hogy a motor vibrációja miatt meglazultak az L-11-es, kéttorkú karburátor csavarjai, ami üzemanyag-túltöltődést okozott. A második visszahívás 1972 nyarán történt, és 350 ezer Vegát érintett. Ennek oka az volt, hogy a Chevrolet mérnökei attól tartottak, hogy a károsanyag-kibocsátást szabályozó rendszer egy darabja leeshet, beékelve magát a gázrudazatba, akadályozva annak mozgását, szerencsétlen esetben folyamatosan nyitva tartva a fojtószelepet. A gyorsan tönkremenő szelepszár-tömítések miatti túlzott olajfogyás problémája miatt nem történtek visszahívások, ez a jellemző hiba mindaddig nem oldódott meg, amíg 1976-ban be nem mutatták a Dura-Built motorokat.
Kicsi, 5,7 literes kapacitásával és kis, kétcsöves hűtőjével a Chevrolet Vega hűtőrendszere éppen elegendő volt a motor hűtéséhez, teljesen feltöltött állapotban. A tulajdonosok azonban nem ellenőrizték elég gyakran a hűtőfolyadék szintjét. Ez és az eresztő szelepszár-tömítések gyakran azt eredményezték, hogy a motorban sem hűtőfolyadékból, sem olajból nem volt elegendő egyszerre. Az ezekből a hibákból adódó folyamatos túlhevülések azt eredményezték, hogy az "open-deck" kialakítású motorblokk eldeformálódott, ami miatt a hűtőfolyadék bejutott a hengerekbe, komoly dugattyúkopást okozva.
1974-ben a Chevrolet kiegészítette a hűtőrendszert egy tágulási tartállyal, a műszerfalon pedig elhelyezett egy alacsony hűtőfolyadékszintre figyelmeztető visszajelzőt. Ezek ingyenesen beszereltethetők voltak a régebbi modellekbe is. Az 1971 és 1975 között gyártott Vegákra vonatkozó 50 ezer mérföldes (80 ezer km) garancia keretében a tönkrement motort a tulajdonos kicseréltethette egy új, rövidblokkos változatra vagy egy felújított, acélperselyes darabra, ami komoly költségeket jelentett a Chevrolet-nek. A General Motors mérnöke, Fred Kneisler szerint a Chevrolet túl nagy hangsúlyt fektetett a túlmelegedés megoldására, szerinte a valódi gondot a hibás szelepszár-tömítések és a túl vékony dugattyúbevonat okozta. Bármi is volt a fő kiváltó ok, a sérült hengerfalak gyakori hibajelenségnek számítottak a Vegáknál.
Az 1976 és 1977 között használt Dura-Built 140 motorok blokkja kibővített hűtőfolyadék-járatokkal rendelkezett, átalakított hengerfejtömítést, vízpumpát és termosztátot kapott, a garancia időtartama pedig öt évre vagy 60 ezer mérföldre (97 ezer km) nőtt.

## Fogadtatás és vélemények
A Vega eleinte több díjat és elismerést is kapott, később azonban komoly kritikákat fogalmaztak meg vele szemben.
1971-ben a Motor Trend magazin az év autójának választotta, majd 1973-ban a szintén elnyerte ezt a díjat, a gazdaságos kisautók kategóriájában. A Car and Driver 1971-ben, 1972-ben és 1973-ban is odaítélte neki a legjobb gazdaságos szedánnak járó díjat, 1971-ben pedig elnyerte az Amerikai Vas és Acél Intézet "Excellence in design in transportation equipment" (kiváló tervezés a közlekedési eszközök területén) díját.
Eleinte a próbautak után is kedvező beszámolók születtek, a Motor Trend 1970-ben élvezetes, funkcionális, kényelmes és jól kezelhető autóként írta le a Vegát, míg a Road and Track főképp a kocsiból való jó kilátást, autópályás menettulajdonságait és alacsony fogyasztását dicsérte. Más lapok a 2,3 literes motor egyszerűsége miatt méltatták a Vegát, volt, akiknek a menettulajdonságok és a fékek tetszettek a legjobban,  és sokat kedvelték a kinézetét is. Az egyik lap úgy fogalmazott, hogy a Vegával a Chevrolet remekül ráérzett az 1970-es évek ízlésvilágára és a vásárlók igényeire. Több magazin is végzett összehasonlító teszteket, ahol a Vegának olyan vetélytársai voltak, mint a Ford Pinto, a Volkswagen Bogár, az AMC Gremlin és a Toyota Corolla. Az autó rendre jól szerepelt ezeken a teszteken, különösen a teljesítményéhez képesti alacsony fogyasztása miatt dicsérték, valamint gyorsaságát, kényelmességét, csendességét és jó irányíthatóságát is gyakran megemlítették. A Road and Track szerkesztője, John R. Bond 1970 szeptemberében így fogalmazott: "Szerintem a Vega magasan a legjobb irányíthatóságú autó, ami valaha az Egyesült Államokban készült. Sok más jó tulajdonsága is van, de leginkább az úttartása lepett meg és kápráztatott el."
Az Autóbiztonsági Központ (Center of Auto Safety) élesen bírálta az autót. A központ alapítója, Ralph Nader levelet küldött a GM elnökének, Richard Gerstenbergnek egy sor biztonsági kockázatot felsorolva. Emellett Nader azt írta, hogy a Vega egy felületesen összeszerelt, megbízhatatlan és veszélyes jármű, mely egyáltalán nem mutat jó példát az amerikai autóiparnak a kisautókkal kapcsolatban. A kritikák hosszasan özönlöttek, jóval a gyártás befejezése után is. 1979-ben a Popular Science azt írta, hogy az 1970-es években a General Motorsnak több tízmillió dollárjába kerültek az ingyenes, garanciális javítások, ráadásul előfordult olyan is, hogy két évvel a garancia lejárta után is ingyen cseréltek alkatrészeket. 1990-ben a Time magazin egy cikkében azt írta, hogy a Vega egy rosszul megtervezett autó volt, mely főleg a rozsdásodásról és meghibásodásairól volt híres. 1991-ben a Newsweek azt írta, hogy a Vega problémásabb és emiatt drágábban fenntartható volt, mint akkori vetélytársai.
John Sherman író 1993-as Rings of Saturn könyvében azt írta, hogy "a harmadik visszahívás-sorozat számokban azt jelentette, hogy az 1972 májusa előtt gyártott Vegák 95%-a súlyos biztonsági hiányosságokkal rendelkezett." Sherman szerint az autó problémás modelltörténete alátámasztja azt a vélekedést, hogy a General Motors rossz minőségű kisautókat gyártott, és ez a hagyaték sokkal komolyabb nyomot hagyott a vállalatban, mint az a profit, amit esetlegesen a Vegák eladásával szereztek. A Motor Trend 1999 szeptemberi, 50. évfordulós számában szintén megemlítette a Chevrolet Vegát: "Eleinte úgy tűnt, hogy a Vega lesz az etalon a '70-es évek kiskategóriás autóinak a számára, de a modern autótörténelem egyik legsérülékenyebb Achilles-sarkával volt megverve: egy négyhengeres alumíniumblokkal, mely túl könnyen és túl gyakran semmisítette meg magát. Ahogy ennek a híre elkezdett terjedni, az autó hírneve helyreállíthatatlan csorbát szenvedett, amin az sem segített, hogy később kijavították a motor hibáit." 2000 áprilisában a Collectible Automobile cikke így fogalmazott: "A Chevy Vega lett a szimbóluma mindazon problémákban, melyekkel Detroit a '70-es években küzdött." Robert Freeland 2005-ös könyvében, a The Struggle for Control of the Modern Corporationben szintén ejtett néhány szót a kocsiról: "a rossz tervezés és felületes kivitelezés egy kiemelkedően rossz minőségű autót eredményeztek, melyet folyamatos mechanikai problémák sújtottak." A 2010-es Generation Busted című könyvében Alan Zemek így fogalmaz: "Amerika válasza a japán autókra egy nagy monoklival a szeme alatt hagyta el a ringet."
Több weboldal is készített listát a szerintük legrosszabb autókról, melyeken a Vega is helyet kapott, ezek közé tartozik például a Popular Mechanics, a Car and Driver és az Edmunds.com is. 2010-ben a Popular Mechanics szerzője, John Pearley Huffman egy mondatban úgy foglalta össze a Vegát, mint az autó, ami majdnem tönkretette a General Motorst. Akadtak azonban kedvezőbb vélemények is a 2000-es évek után is. Frank Markus, a Motor Trend Classic munkatársa kipróbált egy eredeti állapotban lévő 1973-as Vega GT-t, majd így írt róla: "Néhány óvatos mérföld után kezdtem megérteni, hogyan nyerhetett ez az autó annyi díjat és összehasonlító tesztet. A jól karbantartott példányok szép, jól vezethető, gazdaságos klasszikusok. A legjobb állapotban lévő példányokhoz is hozzá lehet jutni 10 ezer dollárért vagy még kevesebbért." Markus 2013-ban ismét véleményt mondott a kocsival kapcsolatban, mely során úgy fogalmazott, hogy a Vega talán nem is volt annyira rossz autó, csak a sajtó "fújta fel" a hibáit.

## Hasonló modellek
A Vega különböző karosszériáit a General Motors más márkáinak modelljeinél is alkalmazták. Az 1973 és 1977 között gyártott Pontiac Astre modellek például Vega karosszériával készültek és 1976-ig a Vega motorjait is kapták. Az 1978 és 1979 közötti Chevrolet Monza és Pontiac Sunbird kombi változatai a Vega Kammback kaszniját használták, melybe Pontiac és Buick motorok kerültek. A Monza S a Hatchback (kupé) Vega karosszériájával készült.

## XP-898 prototípus
1973-ban a Chevrolet bemutatott egy XP-898 kódnevű tanulmányautót, melynek sok alkatrésze, köztük a motorja is a Vegából származik. Az autó karosszériája és padlólemeze egyedi technikával készült: mindössze négy nagy elemből állt össze, melyek "héja" üvegszálas anyagból készült, amit merev poliuretán töltött ki. A tanulmányautó megépítésének célja egy utasvédelmi teszt volt, nagysebességű ütközés esetén.

## Motorsport

### A Car and Driver #0-s rajtszámú Vegája

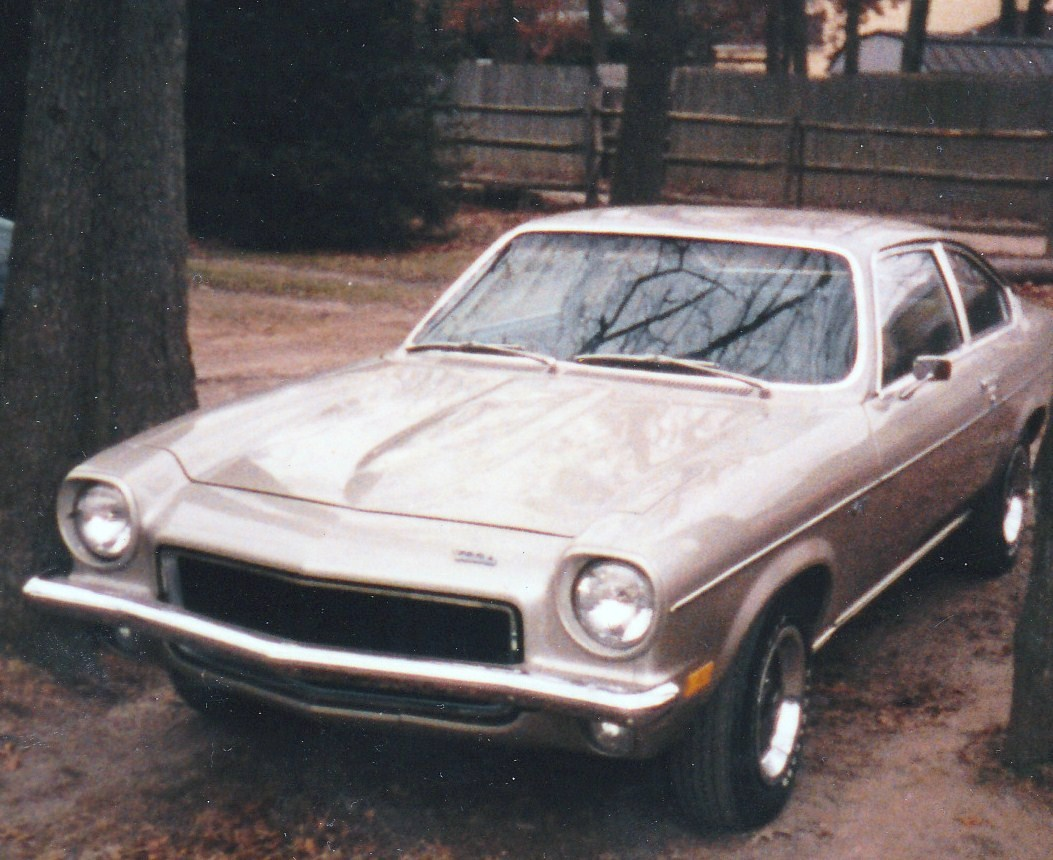
1973-as Vega GT

Az 1970-es évek elején a Car and Driver magazin kihívta olvasóit egy versenysorozatra, a connecticuti Lime Rock Park versenypályára. Ez volt a The Car and Driver SS/Sedan Challenge, melyen kizárólag gyári állapotú, azaz versenyalkatrészek nélküli autók vehettek részt. Az első kihívást egy olvasó, Bruce Cargill nyerte 1972-ben, egy Dodge Colt volánja mögött, míg a másodikat a Car and Driver írója, Patrick Bedard, egy Opel 1900-zal. Az 1974-es, harmadik kihíváson dőlt el, hogy az olvasók vagy a szakírók nyerik-e meg a versenysorozatot.
AZ 1974. október 12-én rendezett versenyen Bedard egy 1973-as, #0-s rajtszámú Vega GT-t vezetett, mely már a rajtnál lehagyta az Opelekből, Dodge-okból, Ford Pintókból, Datsunokból, Toyotákból és Subarukból álló 31 ellenfél nagy részét és végül megnyerte a versenyt, megszerezve a győzelmet a Car and Drivernek. "A Vega GT elvégezte a feladatát, gyorsabb volt, mint a másik 31, jó sofőrök által vezetett gyári állapotú autó, és első helyen végzett" – írta az eseményről a Car and Driver.
Bedard a versenyen használt egyéves Vegát 1900 dollárért vásárolta Kaliforniában. A verseny előtt kikérte a Chevrolet korábbi mérnökének, Doug Roe-nak a véleményét, aki különösen jól értett a Vegákhoz. A következő tanácsokat adta neki: "Töltsd túl az olajat körülbelül egy literrel, mivel 5000-es fordulatszám fölött minden olaj a hengerfejben marad, így elkopnak a főtengelycsapágyak. Valamit a forgyattyúsház-szellőztető rendszerrel is kezdened kell, hogy ne pumpáljon olajat a szívótorokba. A hőfokkal kapcsolatban tudnod kell, hogy 101 fok még normális, de 110 fölött akár fel is robbanhat a motor."
Bedard így számolt be az autóval kapcsolatos élményeiről a győztes verseny után: "Öt körrel a verseny vége előtt észrevettem, hogy ha az üzemanyagszint negyed tank alá esik, a jobbkanyarokban nem jut el a benzin a motorig. Emiatt körönként kétszer a karburátor egy-egy pillanatig szárazon futott. Ha ez önmagában nem lett volna elég rossz, a vízhőfokmérő folyamatosan 110 fokot mutatott, egy fehér Opel pedig folyamatosan a nyomomban volt, mint egy hőkövető rakéta. Azonban az is egyértelmű volt, hogy bármilyen jó sofőr is Don Knowles, és bármilyen gyors is az Opelja, nem fog tudni megelőzni, ha a Vega nem robban le, ami szerencsére nem történt meg. El kell ismerni az autó érdemeit, ha ez nyert, akkor kijelenthető, hogy ez volt a legjobb a mezőnyben. Ne is törődjenek a vele kapcsolatos horrorsztorikkal, még akkor sem, ha egy részük tőlem származik."

## Külső hivatkozások
- Egy 1973-as és 1976-os Vega összehasonlítása
- A Chevrolet Vega filmes szereplései